# Бібліотека Бердянського державного педагогічного університету
Бібліотека Бердянського державного педагогічного університету(Бібліотека БДПУ) - є навчальним, науковим, інформаційним та культурно-просвітницьким структурним підрозділом університету.

## Початок створення бібліотеки

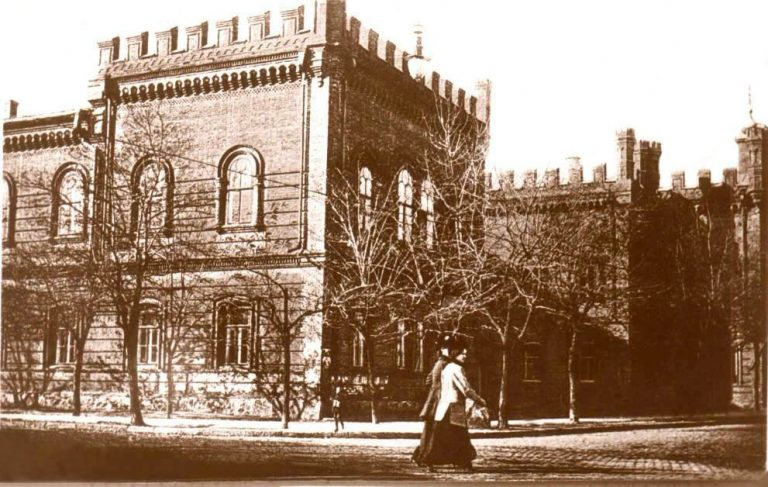
Історія БДПУ та бібліотеки

Бібліотека БДПУ, як одна з найбільших бібліотек міста, має свою цікаву й неповторну історію. У цій історичній будівлі, яка схожа на старовинний замок, ще в далекому 1872 році було відкрито чоловічу гімназію. Після революції, з 1920 року, замість гімназії запрацювали педагогічні курси та педагогічний технікум, на базі якого у 1932 році розпочав свою роботу інститут соціального виховання з необхідними молодій країні факультетами: соціально-економічним, агро-біологічним, техніко-математичним, та дошкільного виховання. Вже у 1933 році інститут соціального виховання реорганізували в педагогічний інститут з тими ж факультетами, а ще через рік при ньому був відкритий учительський інститут з історичним, природно-географічним, фізико-математичним і філологічним факультетами.

### Кількість фондів
Офіційною датою організації бібліотеки інституту вважається 1932 рік. В основу фондів увійшов фонд бібліотеки педагогічного технікуму, який у всі ці роки комплектувався згідно спеціальностями факультетів. Важко сказати, чи увійшли в цей фонд книги чоловічої гімназії, що теоретично цілком можливо, бо ще й досі в ньому зберігаються книги, видані в ті роки.
Напередодні Великої Вітчизняної війни бібліотека мала понад 10 000 примірників книг.
10 вересня 1941 року інститут евакуювали до м. Душанбе, куди були вивезені всі бібліотечні фонди.
14 грудня 1943 року Бердянський учительський інститут знову повернувся до рідного міста і відновив свою діяльність. Значна частина книжок та навчальних видань були втрачені, повернулися лише 4500 примірників.
Наступна реорганізація у 1953 році учительського інституту в державний педагогічний інститут з фізико-математичним факультетом та факультетом підготовки вчителів початкових класів, перевірила організаційні здатності і педагогів, і бібліотекарів. Багато зусиль довелося докласти керівництву інституту і бібліотеки, щоб практично з нуля укомплектуватися необхідною навчальною літературою, і повною мірою забезпечити навчальний процес. Швидкими темпами відновлювався і поповнювався фонд бібліотеки. Так, в 1955 році в ньому налічувалося вже 67057 примірників.
Складність укомплектування була ще й у тому, що інститут постійно реорганізовувався. Так, у 1972 році в інституті був закритий фізико-математичний факультет, а натомість відкрито факультет підготовки вчителів загально-технічних дисциплін, і тому знову довелося терміново комплектувати вже загально-технічну літературу.

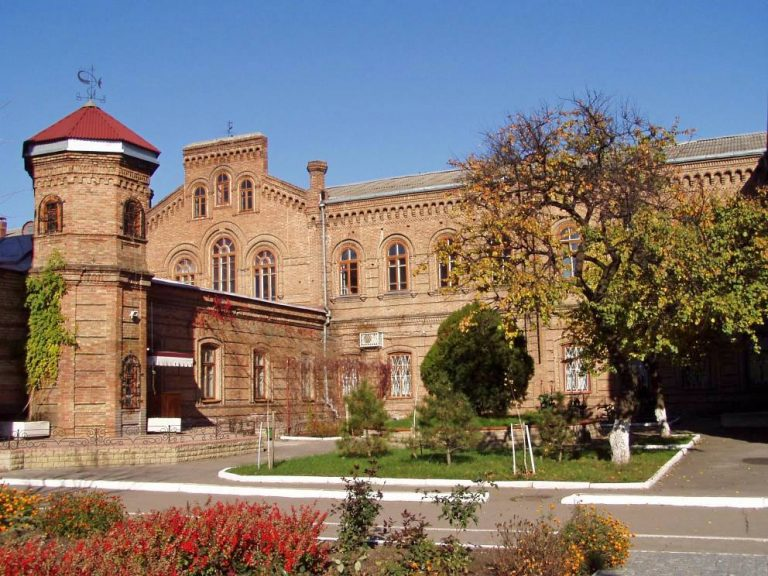
БДПУ

Попри це, фонди зростали, і у 1980 році в ньому було 145 583 примірників навчальних видань, у 1990 році — 249 564, а у 2002 році — 240 508.
Деяке зменшення кількості фонду на той час було пов’язано насамперед з тим, що довелося звільнитися від морально застарілої і непрофільної літератури попереднього десятиліття. Одночасно, через нестачу фінансування, знизилось надходження нової літератури.
У липні 2002 року педагогічний інститут реорганізовано в Бердянський державний педагогічний університет, розвиток якого характеризується динамізмом. Разом з університетом росте і розвивається бібліотека.

### Інформаційні технології у бібліотеці
Інформаційні технології та сучасні засоби комунікації зробили свій внесок у роботу бібліотеки двадцять першого сторіччя. Відбулись ці зміни і з нашою бібліотекою. Для можливості працювати з електронними версіями видань, у 2006 році в бібліотеці був створений і успішно запрацював комп’ютерний клас, який підключили до світової інтернет – мережі та Wi-Fi. Це дало змогу всім бажаючим працювати з фондами не лише нашої бібліотеки, але й  фондами провідних бібліотек України та світу.
У тому ж 2006 році за допомогою програми «Політек-Софт» фонди почали оброблятися сучасними методами, з внесенням їх до електронної бази. Це дало можливість добавити до існуючих алфавітних та систематичних каталогів новий електронний каталог видань, корисних кафедрам та інститутам.

## Фонд рідкісної та цінної книги

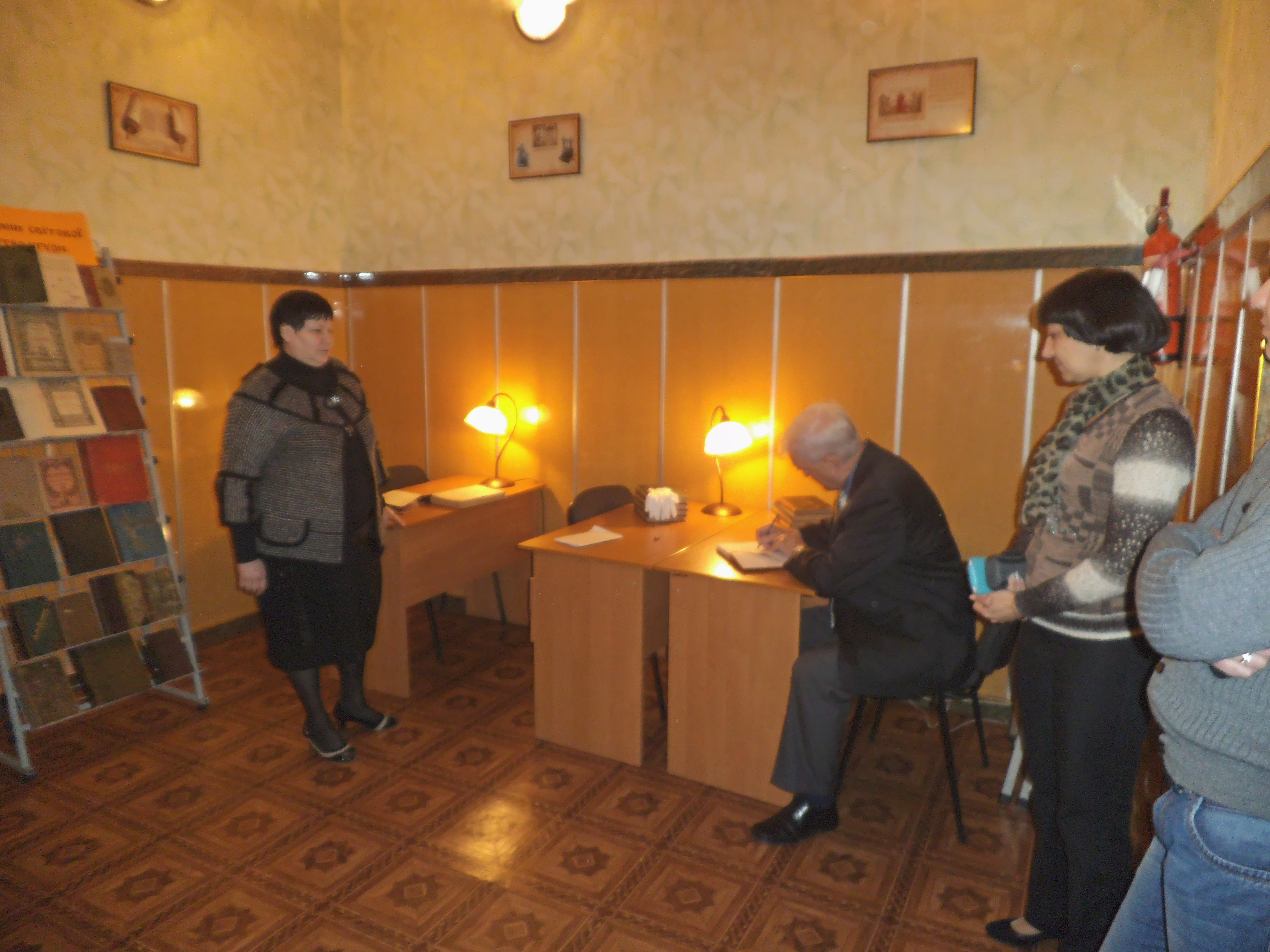
[https://library.bdpu.org.ua/fond-ridkisnoy-i-cinnoyi-knugu/ Фонд рідкісної та цінної книги

У грудні 2012 році силами співробітників бібліотеки, за підтримкою керівництва університету та меценатів міста, був відкритий перший у Запорізькій області Фонд рідкісної та цінної книги, у якому на даний час зібрані та любовно зберігаються понад 1000 рідкісних видань XIX-XX століття.

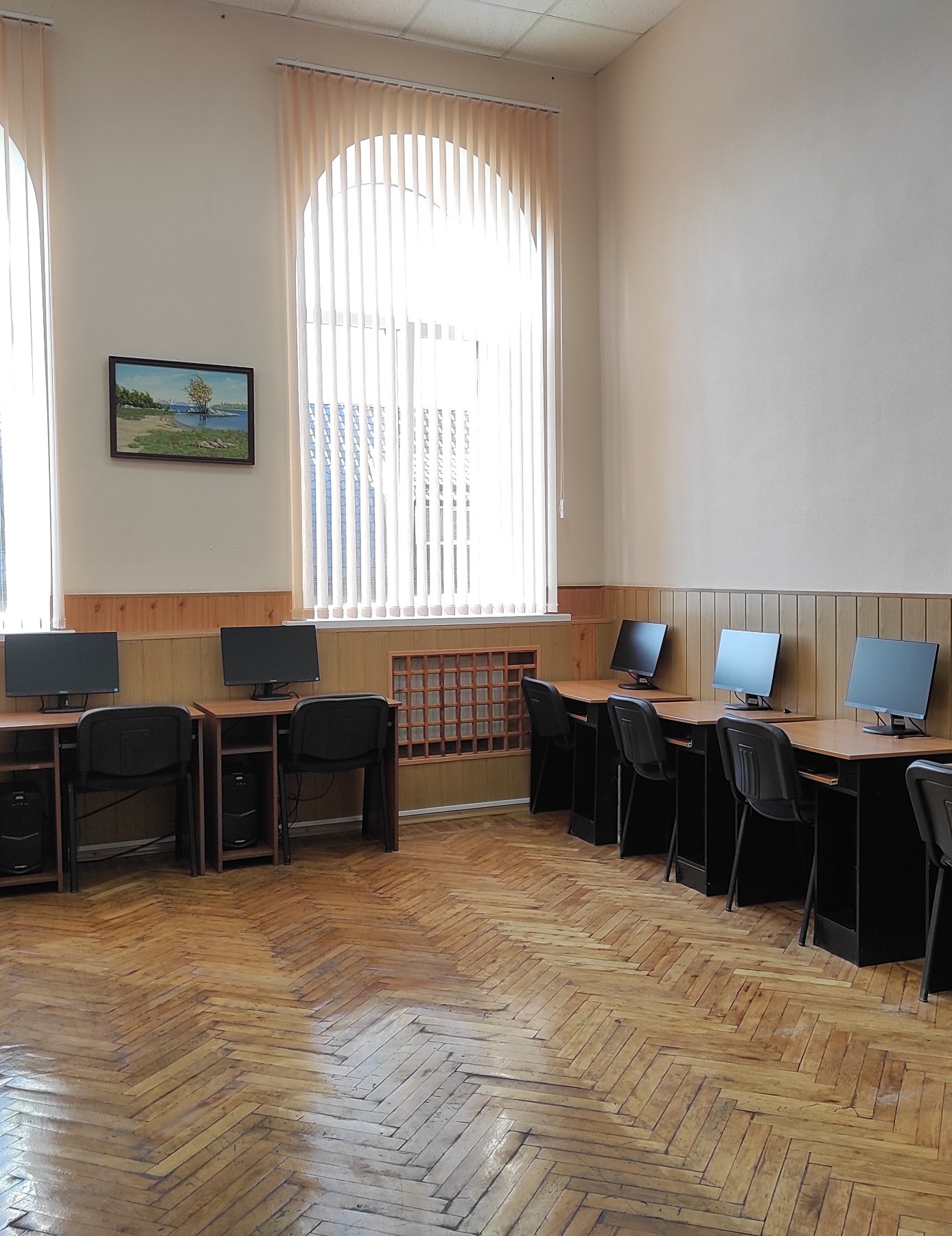
Медіа-центр

У 2013 році в бібліотеці відкривається власний медіа-центр, в якому накопичуються, зберігаються та систематизуються електронні версії праць університетських викладачів, та праці з інших навчальних закладів.

## Сайт бібліотеки БДПУ
Сайт бібліотеки  був створений 18 лютого 2014 року. Зареєстрований у бібліотечної асоціації України, підтримуємо зв’язок з іншими національними бібліотеками. На сайті можна знайти всю необхідну інформацію як в електронному каталозі видань, так і в запропонованих корисних посиланнях, підготовленими нашими фахівцями.
Доречним буде сказати, що сайт двічі ставав переможцем Всеукраїнського конкурсу з популяризації читання серед сайтів бібліотек вищих навчальних закладів України. Колектив у 2015 та 2016 роках отримував Грамоти від Міністерства культури України і Української бібліотечної асоціації в номінації «Кращий сайт з популяризації читання бібліотеки вищого навчального закладу».
Завдяки інноваційним технологіям новий етап розвитку отримали всі сфери людської діяльності, у тому числі і бібліотечні, бо бібліотека повинна завжди бути зв’язком між минулим та сучасним.

## Інституційний репозитарій Бердянського державного педагогічного університету
Інституційний репозитарій Бердянського державного педагогічного університету (укр. Репозитарій БДПУ, англ. Berdyansk State Pedagogical University Institutional Repository (BSPUIR)) — електронний архів для збереження та поширення наукових і навчальних матеріалів університету. Репозитарій підтримує принципи відкритої науки та є корисним ресурсом для студентів, викладачів і дослідників, забезпечуючи безкоштовний доступ до наукових публікацій, статей, навчальних посібників та інших документів.
Матеріали до архіву додають викладачі університету (депозитори), які публікують результати своїх наукових досліджень і навчальні матеріали. Працівники бібліотеки БДПУ редагують матеріали та метадані, забезпечуючи їх відповідність стандартам, визначеним у «Положенні про Інституційний репозитарій БДПУ».
Репозитарій функціонує на базі програмного забезпечення DSpace, яке є популярним інструментом для створення інституційних архівів. Це дозволяє університету ефективно управляти збереженням і розповсюдженням матеріалів для глобальної аудиторії.

### Історія репозитарію БДПУ
Перший репозитарій БДПУ був створений у 2019 році. До лютого 2022 року він містив понад 2900 наукових і навчальних документів. Проте через втрату серверу внаслідок початку повномасштабного вторгнення Росії в Україну всі матеріали були знищені.
У липні 2023 року університет відновив роботу репозитарію, створивши новий архів. Завдяки підтримці керівництва та зусиллям бібліотекарів, станом на кінець 2024 року в архіві зберігається понад 4000 документів, які постійно оновлюються.
- Відкритий доступ: Репозитарій забезпечує     безкоштовний доступ до матеріалів для користувачів усього світу, що     відповідає сучасним принципам відкритої науки.
- Індексація: Архів індексується в     міжнародних каталогах Google Scholar і CORE (Connecting     REpositories).
- Програмне забезпечення: Використання DSpace     дозволяє ефективно управляти матеріалами.

Інституційний репозитарій БДПУ сприяє розвитку дистанційного навчання, підтримує наукові дослідження та забезпечує поширення знань на міжнародному рівні.